# Hogna jacquesbreli
Hogna jacquesbreli là một loài nhện trong họ Lycosidae.
Loài này thuộc chi Hogna. Hogna jacquesbreli được Léon Baert & Maelfait miêu tả năm 2008.